# Виана-ду-Каштелу
Виа́на-ду-Каште́лу (порт.  Viana do Castelo, [viˈɐnɐ du kɐʃˈtɛlu]) — город и морской порт в Португалии, центр одноимённого округа и муниципалитета. Численность населения — 36,7 тыс. жителей (город), 88,6 тыс. жителей (муниципалитет). Город и муниципалитет входят в экономико-статистический регион Северный регион и субрегион Минью-Лима. По старому административному делению входил в провинцию Минью.

## Расположение
Город расположен в 335 км на север от столицы Португалии города Лиссабон на берегу Атлантического океана в устье реки Лима.
Муниципалитет граничит:
- на севере — муниципалитет Каминья
- на востоке — муниципалитет Понте-де-Лима
- на юге — муниципалитет Барселуш, Эшпозенде
- на западе — Атлантический океан

## Население
| Население муниципалитета Вьяна-ду-Каштелу (1801—2004) | Население муниципалитета Вьяна-ду-Каштелу (1801—2004) | Население муниципалитета Вьяна-ду-Каштелу (1801—2004) | Население муниципалитета Вьяна-ду-Каштелу (1801—2004) | Население муниципалитета Вьяна-ду-Каштелу (1801—2004) | Население муниципалитета Вьяна-ду-Каштелу (1801—2004) | Население муниципалитета Вьяна-ду-Каштелу (1801—2004) | Население муниципалитета Вьяна-ду-Каштелу (1801—2004) | Население муниципалитета Вьяна-ду-Каштелу (1801—2004) |
| ----------------------------------------------------- | ----------------------------------------------------- | ----------------------------------------------------- | ----------------------------------------------------- | ----------------------------------------------------- | ----------------------------------------------------- | ----------------------------------------------------- | ----------------------------------------------------- | ----------------------------------------------------- |
| 1801                                                  | 1849                                                  | 1900                                                  | 1930                                                  | 1960                                                  | 1981                                                  | 1991                                                  | 2001                                                  | 2004                                                  |
| 17 889                                                | 36 084                                                | 47 311                                                | 53 380                                                | 75 320                                                | 81 009                                                | 83 095                                                | 88 631                                                | 90 654                                                |

## История
Король Португалии Афонсу III основал город в 1253 году, назвав его Виана. В XVI веке порт города приобрел важное значение как один из главных портов, из которого португальские исследователи выходили делать свои открытия. Наиболее примечательные здания города относятся к этой эпохе. Местный фольклор относится к числу самых богатых в стране.

## Достопримечательности
- Памятник местному фольклору у вокзала.
- Базилика на горе Санта Люсия.
- Фуникулер к этой базилике.
- Судно «GIL EANNES» — плавучая больница, превращенная в музей.
- Мост Гюстава Эйфеля через реку Лима.
- На площади Республики 1 января 2009 года был установлен памятник уроженцу Виана-ду-Каштелу путешественнику Диого Альваресу Коррейя (Карамуру) и его жене Екатерине Парагвассу. Автор монумента — Жозе Родригес (порт. Jose Rodrigues).

## Транспорт
Морской порт. Железнодорожная станция. Автострады Виана-ду-Каштелу — Понте-да-Барка (A27), Порту — Каминья (A28), N13, N202.

## Районы
| - Афифе - Алварайнш - Амонде - Вила-Нова-де-Анья - Ареоза - Баррозелаш - Кардиелуш - Карресу - Карвоейру - Каштелу-ду-Нейва - Шафе - Дарке - Деокриште - Деан | - Фрейшиейру-де-Сотелу - Ланьезеш - Мазарефеш - Меадела - Мейшеду - Монсеррате - Монтария - Морейра-де-Жераш-ду-Лима - Мужайнш - Нейва - Ногейра - Отейру - Перре | - Портела-Сузан - Санта-Леокадия-де-Жераш-ду-Лима - Санта-Марта-де-Портузелу - Санта-Мария-де-Жераш-ду-Лима - Санта-Мария-Майор - Серрелейш - Субпортела - Торре - Вила-де-Пунье - Вила-Франка - Вила-Фрия - Вила-Мо - Вилар-де-Муртеда |

## Известные уроженцы
- Фагундес, Жуан Алвариш (около 1460—1521) — португальский мореплаватель, исследователь.

## Фотогалерея
- Муниципальная библиотека
- Монастырь Святого Франциска
- Дом Милосердия Виана-ду-Каштелу
- Мельница Монтедур
- Мост Эйфель
- Площадь Республики
- Виана-ду-Каштелу
- На одной из площадей города
- Церковь Санта-Лузия
- Церковь Санта-Лузия
- Ж/д станция

## Города-побратимы
Виана-ду-Каштелу состоит в дружеских взаимоотношениях со следующими городами-побратимами:
| Город   | Страна     | Дата |
| ------- | ---------- | ---- |
| Авейру  | Португалия | 1910 |
| Итажаи  | Бразилия   |      |
| Рьом    | Франция    |      |
| Луго    | Испания    |      |
| Ферроль | Испания    |      |